# Amsdorf
Amsdorf è un ex comune tedesco situato nel land della Sassonia-Anhalt, oggi frazione di Seegebiet Mansfelder Land. 
Il 1º gennaio 2010, insieme ai comuni di Aseleben, Erdeborn, Hornburg, Lüttchendorf, Neehausen, Röblingen am See, Seeburg, Stedten e Wansleben am See, formò infatti il comune di Seegebiet Mansfelder Land.

## Storia
La prima menzione del luogo, con l'antico nome di Amalungesdorpf, risale al 948 in un documento firmato da Ottone I e destinato all'abbazia benedettina di Hersfeld. In seguito si trova nei documenti con il nome di Amelungesdorf e nel 1430 Ampsdorf.
Situata nei pressi del Salziger See, prosciugato nel corso del XIX secolo, era inizialmente un villaggio di pescatori. Dopo il prosciugamento del lago le attività principali divennero quella agricola insieme all'estrazione della lignite. Ancora oggi vi ha sede la Romonta-GmbH, principale produttore mondiale di cera di lignite. 
Nel centro del paese si trova la chiesa in pietra intitolata a "St. Godehard" all'interno della quale si trova un pregevole altare ligneo intagliato.